# Atletismo nos Jogos Pan-Americanos de 1975 - Arremesso de peso feminino
A prova do arremesso de peso feminino nos Jogos Pan-Americanos de 1975 foi realizada na Cidade do México, México.

## Medalhistas
| Ouro                  | Prata                  | Bronze                    |
| María Sarría CUB Cuba | Hilda Ramírez CUB Cuba | Lucette Moreau CAN Canadá |

## Resultados
| Posição           | Nome           | Nacionalidade      | Marca | Notas |
| ----------------- | -------------- | ------------------ | ----- | ----- |
| Medalha de ouro   | María Sarría   | CUB Cuba           | 18.03 |       |
| Medalha de prata  | Hilda Ramírez  | CUB Cuba           | 17.28 |       |
| Medalha de bronze | Lucette Moreau | CAN Canadá         | 16.96 |       |
| 4                 | Maureen Dowds  | CAN Canadá         | 16.46 |       |
| 5                 | Maren Seidler  | USA Estados Unidos | 16.34 |       |
| 6                 | Mary Jacobson  | USA Estados Unidos | 14.96 |       |
| 7                 | María Boso     | BRA Brasil         | 14.40 |       |
| 8                 | Orlanda Lynch  | SUR Suriname       | 12.70 |       |